# Río Šešupė
El río Šešupė (en polaco: Szeszupa; en ruso: Шешупе; en alemán: Scheschup(p)e) es un río del noreste de Europa que fluye por Polonia (27 km), Lituania (158 km) y Rusia (62 km). Durante 51 km forma la frontera entre el óblast de Kaliningrado, un enclave de Rusia, y Lituania. El Šešupė desemboca en el río Niemen cerca de la ciudad de Neman.